# Морозов, Пётр Иванович (Герой Советского Союза)

Пётр Иванович Морозов с семьей

Пётр Иванович Моро́зов (1 июля 1924, Лукерьино, Омская губерния — 26 января 1952, Минск) — гвардии капитан Советской Армии, участник Великой Отечественной войны, Герой Советского Союза (1945).

## Биография
Пётр Иванович Морозов родился 1 июля 1924 года в крестьянской семье в деревне Лукерьиной Лебяжинской волости Тюкалинского уезда Омской губернии, ныне деревня входит в Медвежинском сельском поселении Исилькульского района Омской области.
В 1930 году семья переехала в г. Щучинск Карагандинской области Казахской АССР. В 1931 году от болезни умер отец. Воспитание сына полностью легло на плечи матери, Марины Агафоновны, и старшей сестры.
Окончил семь классов школы и школу фабрично-заводского ученичества в Акмолинске, после чего работал слесарем на станции Курорт Боровое в Щучинске.
В июне 1942 года Морозов был призван на службу в Рабоче-крестьянскую Красную Армию Кокчетавским РВК и направлен на фронт Великой Отечественной войны. 15 августа 1942 года был ранен.
В 1943 году он окончил Сталинградское военное танковое училище.
С 1945 года член ВКП(б).
К весне 1945 года гвардии лейтенант Пётр Морозов командовал танковой ротой 1-го танкового батальона 53-й гвардейской танковой бригады 6-го гвардейского танкового корпуса 3-й гвардейской танковой армии 1-го Украинского фронта. Отличился во время штурма Берлина. Рота Морозова успешно переправилась через реки Нейсе и Шпрее, а также через канал Тельтов. В бою за город Гольсен Морозов лично уничтожил 2 артиллерийских орудия, 1 танк и около 70 солдат и офицеров противника. В боях за Берлин его рота одной из первых вышла к центру города. Затем танки Т-34 под его командованием участвовали в освобождении Праги.
Указом Президиума Верховного Совета СССР от 27 июня 1945 года гвардии лейтенант Пётр Морозов был удостоен высокого звания Героя Советского Союза с вручением ордена Ленина и медали «Золотая Звезда».
После окончания войны Морозов продолжил службу в Советской Армии в Восточной зоне Германии (Германской Демократической Республике). В 1949 году он окончил Казанскую высшую офицерскую бронетанковую школу (по другим данным Ленинградскую военную академию). Продолжил службу в Белорусском военном округе, в городе Осиповичи. Все чаще его стали беспокоить военные раны, и в январе 1952 года он попал в Минский военный госпиталь.
Пётр Иванович Морозов скоропостижно скончался 26 января 1952 года в госпитале в городе Минске Белорусской ССР, ныне город — столица Республики Беларусь. Похоронен в городе Осиповичи Осиповичского района Бобруйской области Белорусской ССР, ныне район входит в состав Могилёвской области Республики Беларусь.

## Награды
- Герой Советского Союза, 27 июня 1945 года[2]
  - Орден Ленина
  - Медаль «Золотая Звезда» № 7846
- Орден Красного Знамени, 10 марта 1945 года[3]
- медали, в т.ч.:.
  - Медаль «За победу над Германией в Великой Отечественной войне 1941—1945 гг.»
  - Медаль «За взятие Берлина»
  - Медаль «За освобождение Праги»

## Память
- Его имя занесено в Книгу боевой славы части, где он служил.
- Его именем названа улица в городе Кокшетау.
- В ноябре 1963 года исполком Щучинского городского Совета депутатов трудящихся переименовал бывшую Станционную улицу в улицу имени П. И. Морозова.
- Его именем названа средняя школа № 3 города Щучинска Акмолинской области Республика Казахстан[4]
  - 8 мая 2015 года состоялось торжественное открытие мемориальной доски на здании Государственного учреждения «Средняя школа № 3 имени П.И. Морозова города Щучинска отдела образования Бурабайского района», посвященной Герою Советского союза Петру Ивановичу Морозову[5].

## Семья
Жена Валентина Антоновна, дочь Лариса.